# Pseudochaetosphaeronema
Pseudochaetosphaeronema är ett släkte av svampar. Pseudochaetosphaeronema ingår i ordningen Pleosporales, klassen Dothideomycetes, divisionen sporsäcksvampar och riket svampar.
|                         | Pleomassariaceae                                  |
|                         |                                                   |
|                         | Naetrocymbaceae                                   |
|                         |                                                   |
|                         | Dacampiaceae                                      |
|                         |                                                   |
|                         | Arthopyreniaceae                                  |
|                         |                                                   |
|                         | Aigialaceae                                       |
|                         |                                                   |
|                         | Amniculicolaceae                                  |
|                         |                                                   |
|                         | Corynesporascaceae                                |
|                         |                                                   |
|                         | Cucurbitariaceae                                  |
|                         |                                                   |
|                         | Delitschiaceae                                    |
|                         |                                                   |
|                         | Diademaceae                                       |
|                         |                                                   |
|                         | Didymosphaeriaceae                                |
|                         |                                                   |
|                         | Dothidotthiaceae                                  |
|                         |                                                   |
|                         | Fenestellaceae                                    |
|                         |                                                   |
|                         | Leptosphaeriaceae                                 |
|                         |                                                   |
|                         | Lindgomycetaceae                                  |
|                         |                                                   |
|                         | Lophiostomataceae                                 |
|                         |                                                   |
|                         | Massarinaceae                                     |
|                         |                                                   |
|                         | Melanommataceae                                   |
|                         |                                                   |
|                         | Montagnulaceae                                    |
|                         |                                                   |
|                         | Morosphaeriaceae                                  |
|                         |                                                   |
|                         | Mytilinidiaceae                                   |
|                         |                                                   |
|                         | Parodiellaceae                                    |
|                         |                                                   |
|                         | Phaeosphaeriaceae                                 |
|                         |                                                   |
|                         | Phaeotrichaceae                                   |
|                         |                                                   |
|                         | Pleosporaceae                                     |
|                         |                                                   |
|                         | Sporormiaceae                                     |
|                         |                                                   |
|                         | Testudinaceae                                     |
|                         |                                                   |
|                         | Tetraplosphaeriaceae                              |
|                         |                                                   |
|                         | Tubeufiaceae                                      |
|                         |                                                   |
|                         | Venturiaceae                                      |
|                         |                                                   |
|                         | Zopfiaceae                                        |
|                         |                                                   |
|                         | Phoma                                             |
|                         |                                                   |
|                         | Speira                                            |
|                         |                                                   |
|                         | Centrospora                                       |
|                         |                                                   |
|                         | Mycocentrospora                                   |
|                         |                                                   |
|                         | Pyrenochaeta                                      |
|                         |                                                   |
|                         | Stagonosporopsis                                  |
|                         |                                                   |
|                         | Ascochyta                                         |
|                         |                                                   |
|                         | Anguillospora                                     |
|                         |                                                   |
|                         | Sporidesmium                                      |
|                         |                                                   |
|                         | Ascochytula                                       |
|                         |                                                   |
|                         | Ascochytella                                      |
|                         |                                                   |
|                         | Sporocybe                                         |
|                         |                                                   |
|                         | Periconia                                         |
|                         |                                                   |
|                         | Berkleasmium                                      |
|                         |                                                   |
|                         | Didymella                                         |
|                         |                                                   |
|                         | Herpotrichia                                      |
|                         |                                                   |
|                         | Dictyosporium                                     |
|                         |                                                   |
|                         | Fusculina                                         |
|                         |                                                   |
|                         | Briansuttonia                                     |
|                         |                                                   |
|                         | Leptosphaerulina                                  |
|                         |                                                   |
|                         | Elegantimyces                                     |
|                         |                                                   |
|                         | Phaeostagonospora                                 |
|                         |                                                   |
|                         | Massariosphaeria                                  |
|                         |                                                   |
|                         | Extrusothecium                                    |
|                         |                                                   |
|                         | Ascoronospora                                     |
|                         |                                                   |
|                         | Hyalobelemnospora                                 |
|                         |                                                   |
|                         | Immotthia                                         |
|                         |                                                   |
|                         | Helicascus                                        |
|                         |                                                   |
|                         | Dactuliophora                                     |
|                         |                                                   |
|                         | Clavariopsis                                      |
|                         |                                                   |
|                         | Subbaromyces                                      |
|                         |                                                   |
| Pseudochaetosphaeronema | \| \| Pseudochaetosphaeronema larense \| \| \| \| |
|                         | \| \| Pseudochaetosphaeronema larense \| \| \| \| |
|                         | Coronospora                                       |
|                         |                                                   |
|                         | Protocucurbitaria                                 |
|                         |                                                   |
|                         | Pseudotrichia                                     |
|                         |                                                   |
|                         | Trematosphaeriopsis                               |
|                         |                                                   |
|                         | Passerinula                                       |
|                         |                                                   |
|                         | Metameris                                         |
|                         |                                                   |
|                         | Neopeckia                                         |
|                         |                                                   |
|                         | Cheiromoniliophora                                |
|                         |                                                   |
|                         | Digitodesmium                                     |
|                         |                                                   |
|                         | Boeremia                                          |
|                         |                                                   |
|                         | Amarenomyces                                      |
|                         |                                                   |
|                         | Setomelanomma                                     |
|                         |                                                   |
|                         | Didymocrea                                        |
|                         |                                                   |
|                         | Wettsteinina                                      |
|                         |                                                   |
|                         | Letendraea                                        |
|                         |                                                   |
|                         | Rhopographus                                      |
|                         |                                                   |
|                         | Shiraia                                           |
|                         |                                                   |
|                         | Farlowiella                                       |
|                         |                                                   |
|                         | Paraliomyces                                      |
|                         |                                                   |
|                         | Macroventuria                                     |
|                         |                                                   |
|                         | Neophaeosphaeria                                  |
|                         |                                                   |
|                         | Pseudodidymella                                   |
|                         |                                                   |
|                         | Mycodidymella                                     |
|                         |                                                   |
|                         | Ochrocladosporium                                 |
|                         |                                                   |
|                         | Cheirosporium                                     |
|                         |                                                   |
|                         | Margaretbarromyces                                |
|                         |                                                   |
|                         | Versicolorisporium                                |
|                         |                                                   |
|                         | Monoblastiopsis                                   |
|                         |                                                   |
|                         | Ocala                                             |
|                         |                                                   |
|                         | Lentithecium                                      |
|                         |                                                   |
|                         | Tingoldiago                                       |
|                         |                                                   |
|                         | Wicklowia                                         |
|                         |                                                   |
|                         | Aquaticheirospora                                 |
|                         |                                                   |
|                         | Ascorhombispora                                   |
|                         |                                                   |
|                         | Pseudochaetosphaeronema larense                   |
|                         |                                                   |

|  | Pseudochaetosphaeronema larense |
|  |                                 |